# Dialogo (album)
Dialogo este un album compilație lansat de Al Bano în anul 2009. Conține piese de pe albumele precedente, câteva melodii prezentate în noi versiuni. Melodia Amore, amore, amore este un cover omagiu actorului italian Alberto Sordi și este inclusă doar pe acest material discografic.

## Track list
1. Il mio concerto per te (New Version)  (Piotr Ilici Ceaikovski, Andrea Lo Vecchio, Albano Carrisi) - Concert pentru piano n. 1 în Si bemol minor, op. 23
2. Dialogo (New Version)  (Albano Carrisi, Romina Power)
3. Giochi del tempo (New Version)  (Anonim, Romina Power)
4. 13, storia d'oggi  (Albano Carrisi, Vito Pallavicini)
5. Va pensiero  (Giuseppe Verdi, Temistocle Solera - Corul prizonierilor evrei din opera Nabucco)
6. Io di notte  (Alessandro Colombini, Albano Carrisi)
7. Tu che m'hai preso il cuor (New Version)  (Franz Lehar, Ludwig Herzer, Fritz Löhner-Beda, Leon)
8. Amore, amore, amore  (Alberto Sordi, Piero Piccioni)
9. Cara terra mia  (Albano Carrisi, Romina Power, Vito Pallavicini)
10. Nel vento  (Max Steiner, M. David, Andrea Lo Vecchio)
11. La siepe  (Pino Massara, Vito Pallavicini)
12. Nessun dorma  (Giacomo Puccini, Giuseppe Adami, Renato Simoni - Arie din opera Turandot)
13. Nel sole (Live)  (Albano Carrisi, Pino Massara, Vito Pallavicini)
14. Nostalgia canaglia (Live)  (Albano Carrisi, Mercurio, Romina Power, Vito Pallavicini, Willy Molco)
15. Mattino (Live)  (Ruggero Leoncavallo, Vito Pallavicini)